# Суходревка
Суходревка — река в Калужской области России. Протекает по территории Малоярославецкого района в Суходревкинском лесном массиве. Впадает в реку Суходрев в 69 км от её устья по правому берегу. Длина реки составляет 13 км.
В бассейне реки вблизи истока в урочище Воронинское находится родник.

## Притоки
По порядку от устья:
- Верхнесредний (лв),
- Меринка (пр),
- Крюковка (лв)[4].

## Данные водного реестра
По данным государственного водного реестра России относится к Окскому бассейновому округу, водохозяйственный участок реки — Угра от истока и до устья, речной подбассейн реки — Бассейны притоков Оки до впадения Мокши. Речной бассейн реки — Ока.
Код объекта в государственном водном реестре — 09010100412110000021566.